# 913 (szám)
A 913 (római számmal: CMXIII) egy természetes szám, félprím, a 11 és a 83 szorzata.

## A szám a matematikában
A tízes számrendszerbeli 913-as a kettes számrendszerben 1110010001, a nyolcas számrendszerben 1621, a tizenhatos számrendszerben 391 alakban írható fel.
A 913 páratlan szám, összetett szám, azon belül félprím, kanonikus alakban a 111 · 831 szorzattal, normálalakban a 9,13 · 102 szorzattal írható fel. Négy osztója van a természetes számok halmazán, ezek növekvő sorrendben: 1, 11, 83 és 913.
A 913 négyzete 833 569, köbe 761 048 497, négyzetgyöke 30,21589, köbgyöke 9,70116, reciproka 0,0010953. A 913 egység sugarú kör kerülete 5736,54819 egység, területe 2 618 734,247 területegység; a 913 egység sugarú gömb térfogata 3 187 872 489,6 térfogategység.